# Irmãos do Livre Espírito
Os Irmãos do Livre Espírito foi um movimento leigo cristão que inspirado em ideias difundidas por João Escoto Erígena, Joaquim de Fiore e Amalrico de Bena, floresceu no norte da Europa nos séculos XIII e XIV. Em 1311, foram declarados heréticos pelo papa Clemente V no Concílio de Vienne. 
Floresceram em um momento de grande trauma na Europa Ocidental durante o conflito entre o Papado de Avinhão e o Sacro Império Romano-Germânico, a Guerra dos Cem Anos, a Peste Negra, o conflito contra os cátaros e a subsequente Cruzada albigense, o início da Inquisição, a perseguição contra os Templários e o Cisma do Ocidente — que ajudaram a alimentar o apelo de sua abordagem individualista e milenar para o cristianismo e as Escrituras.
Naquele momento de crise dentro da Igreja e da sociedade como um todo, houve uma forte sensação de que o Fim do Mundo estava próximo e por isso as questões da espiritualidade do homem e da salvação tornaram-se cada vez mais importantes. Onde as pessoas deixaram de encontrar as respostas espirituais que procuraram a partir de Roma, os movimentos dissidentes, como os Irmãos surgiram em toda a Europa pregando visões alternativas do cristianismo. Como a maioria das heresias, entraram em choque com a Igreja e sofreram forte perseguição por meio da Inquisição.
Como outros movimentos da época: cátaros, valdenses, templários, turlupins, franciscanos e outros, o movimento promoveu um ideal de pobreza. Mas aqui, esta pobreza purificaria o homem do pecado e ressuscitaria Cristo nele.
Desse modo, os adeptos seriam libertos da maldade e poderiam dar vazão a seus desejos, pois, desse modo, iriam entrar em uma era de "Livre Espírito", onde poderiam experimentar a bem-aventurança da vida terrena. A caridade funde-se com o amor carnal que ocorreriam sem restrições dentro da comunidade. Uma mulher grávida, estaria naquela condição por poder do Espírito Santo.